# 간성역
간성역(杆城驛)은 동해북부선의 폐역된 역이다. 간성읍 내 벽돌공장 근처에 간성역 플랫폼 흔적이 남아있다.

## 같이 보기
- 동해북부선